# 特斯拉Model 3
特斯拉 Model 3（英語：Tesla Model 3）是一款由美國特斯拉汽車公司開發的四門全電動緊湊型轎車，是最早問世的大眾化純電動車。2016年3月發佈即引起轟動，特斯拉透露，透過線上交易的數據，獲得了近50萬筆的預訂，並在2017年7月28日首度交車30部，售價約35,000美元起，選配價格則落在約為4到5萬美金。
2021年6月，Model 3成為第一輛全球銷量超過100萬輛的電動汽車。
本車配備了多鏡頭與運行人工神經網路的專用GPU等硬體，因而讓Model 3具有支持全自動無人駕駛的能力，未來可以透過網路選購人工智慧程式來實現。

## 歷史

### 命名
Tesla旗下的四款車型本來構成英文單字「Sexy」，即是「性感」的意思，然而「Model E」這個商標早就被福特汽車註冊，因而改用形狀相近的「3」字。

### 2023年小改款
2023年9月1日，Tesla宣布對Model 3進行設計更新，帶來更長的行駛里程、更低的生產成本、技術改進以及重新設計的外觀和內裝。在開發過程中，更新代號為「Project Highland」。 於2023年慕尼黑車展上展出。

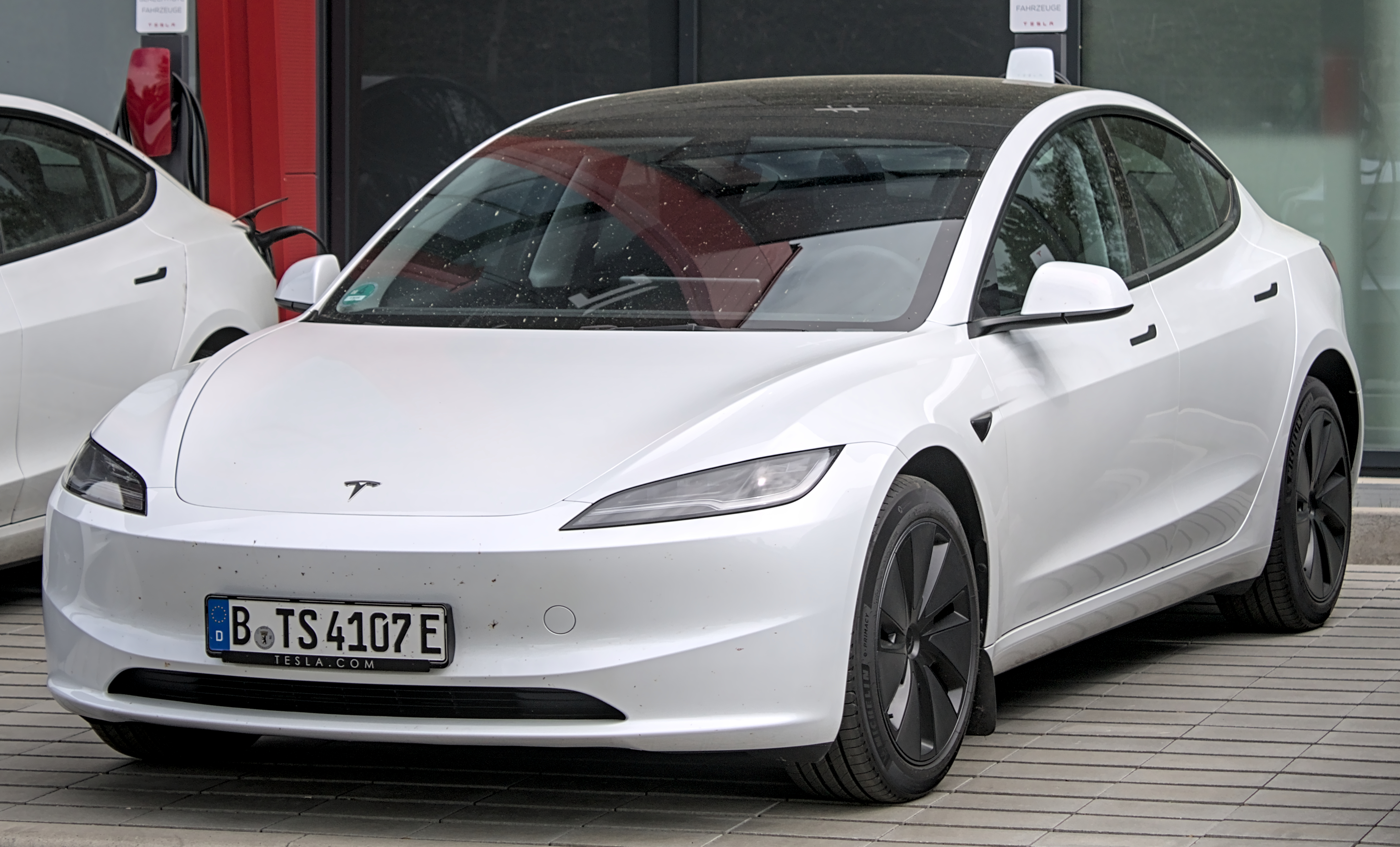
2023年小改款
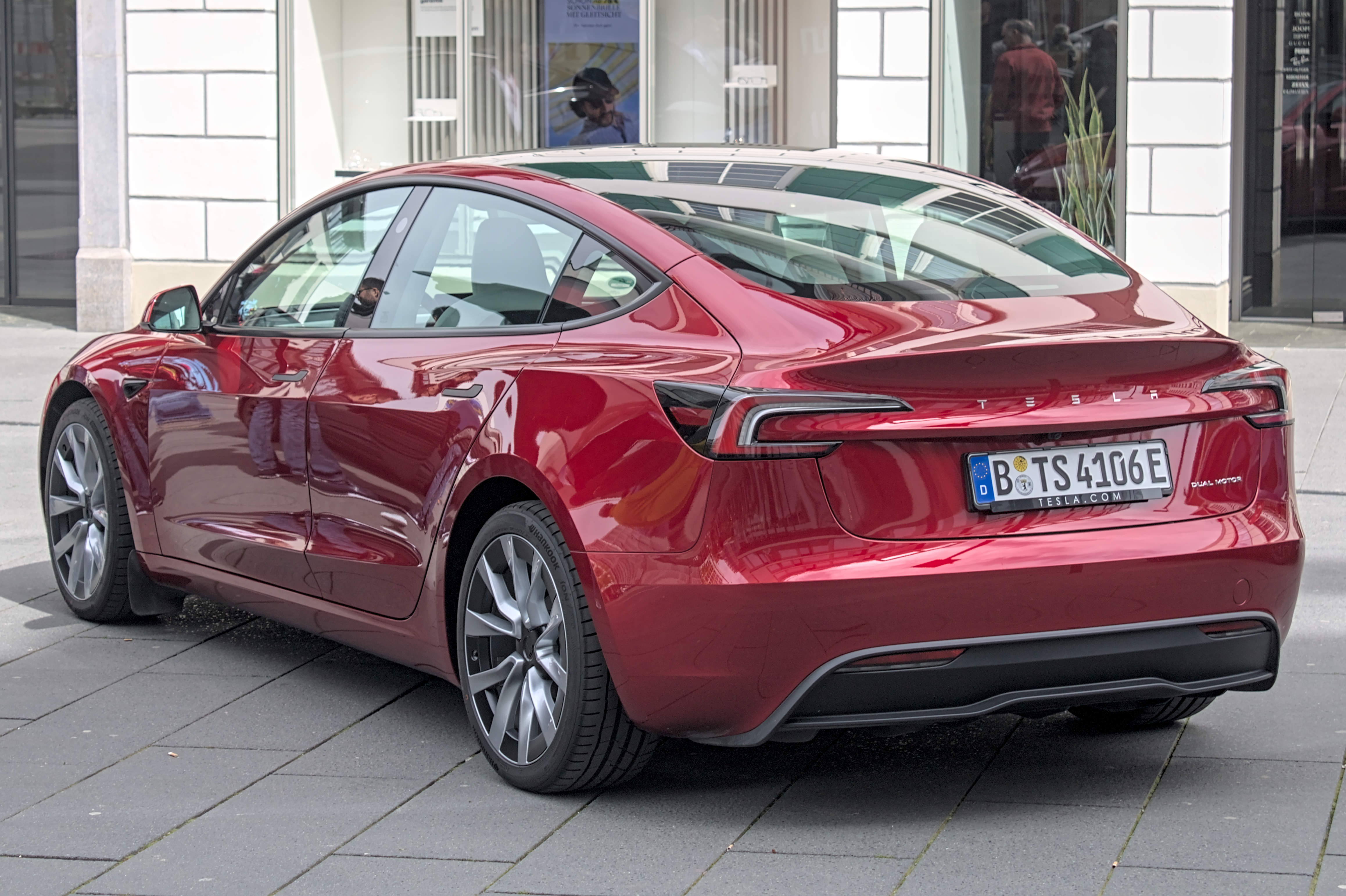
車尾
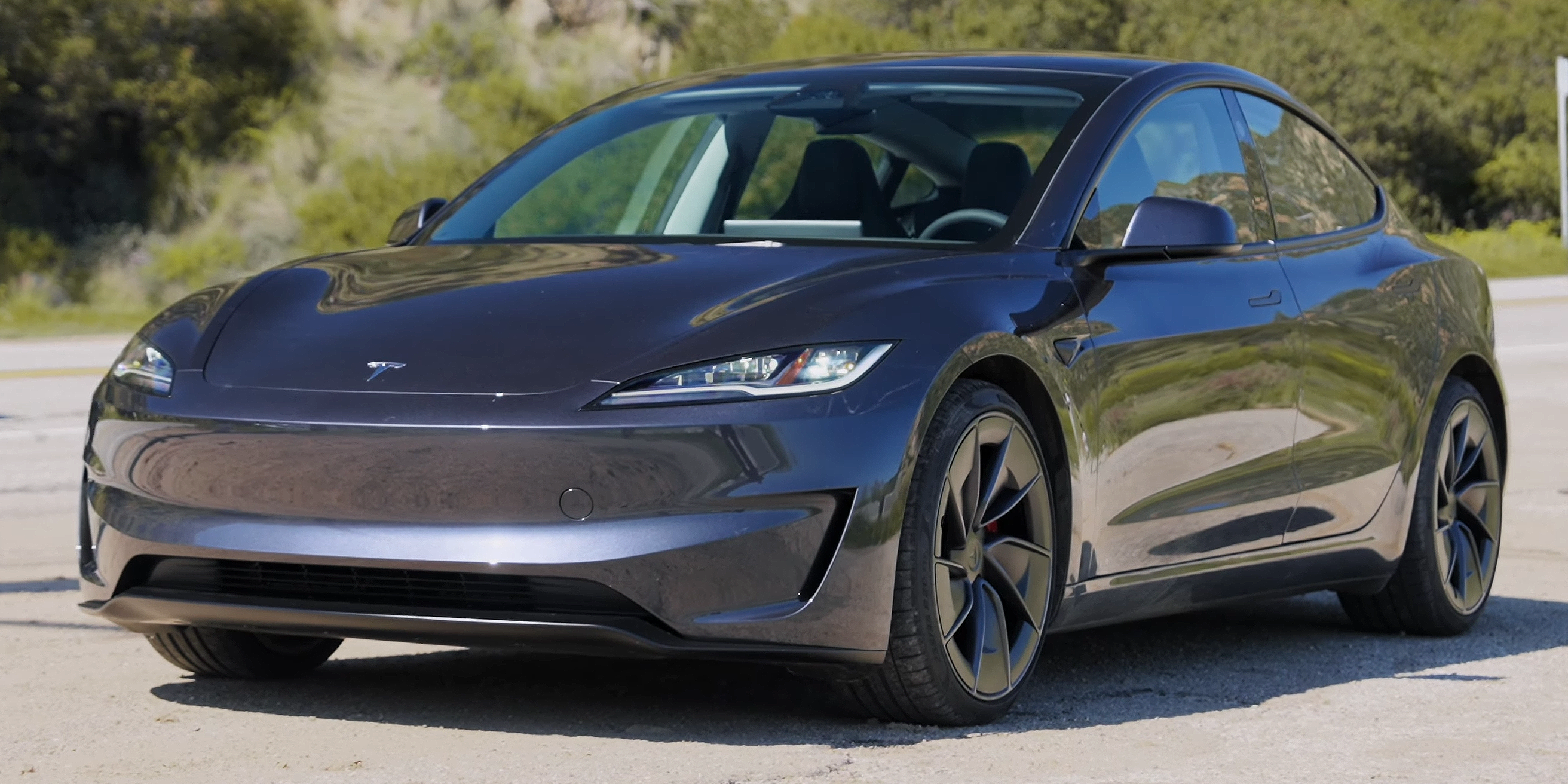
性能版
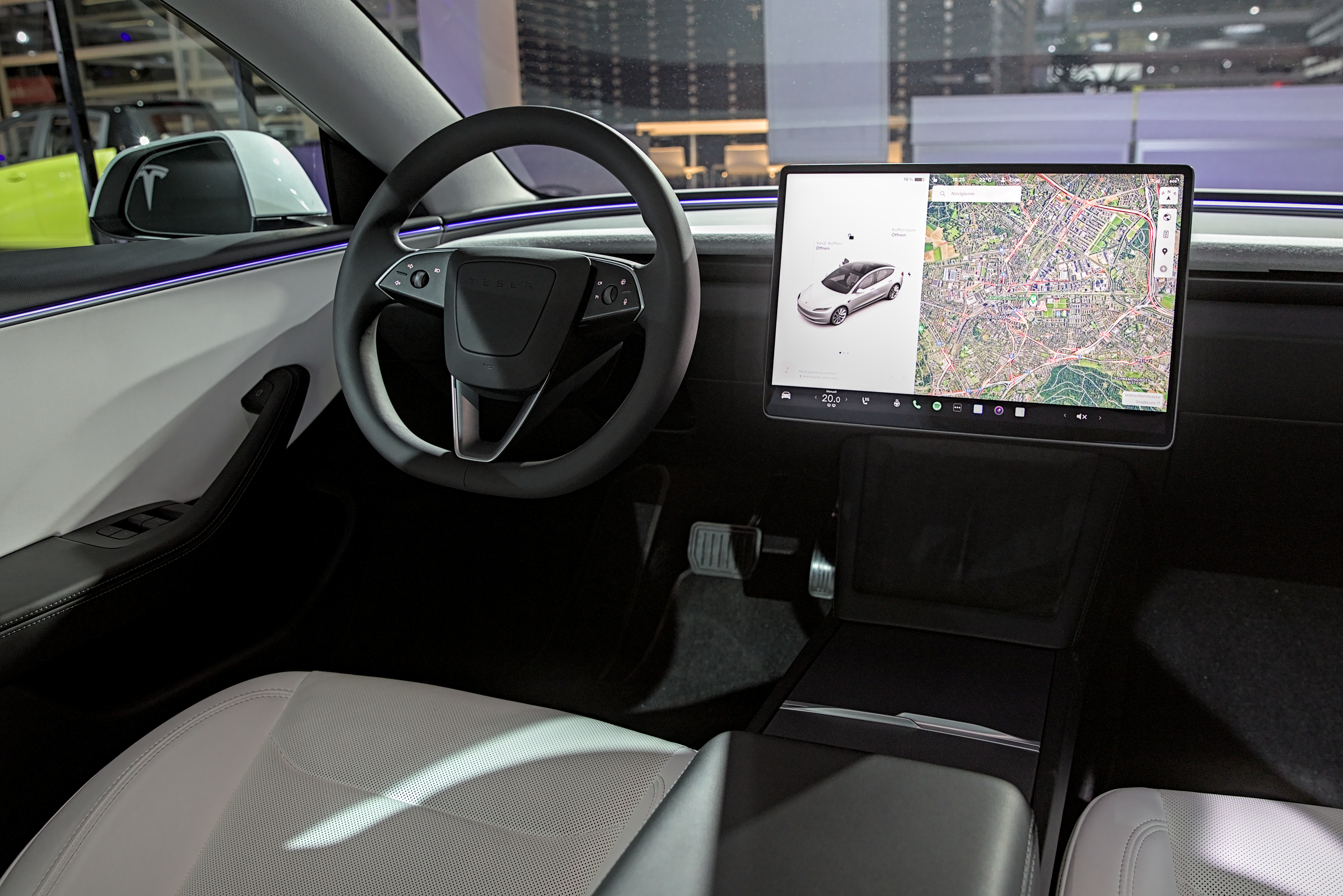
內裝

## 車體
Model 3的金屬車身結構由鋁及鋼件組成，因此其車身十分堅固。在車頂撞擊測試中，Model 3即使配備了全景玻璃天窗亦能抵擋其車體重量四倍的撞擊力。（相等於兩隻成年非洲大象的重量）

## 驅動
Model 3的性能版和長程版均使用全輪驅動，系統配有兩個獨立的馬達以提高效率。每個馬達只有一個活動組件，能減低車輛的維修費用以提升其耐用度。與傳統的全輪驅動系統不同，此系統以數位方式控制前輪和後輪的扭矩。

## 規格
| 性能版      | 規格  |
| ----------- | ----- |
| 續航力      | 567km |
| 最高速度    | 261km |
| 0-100km加速 | 3.3s  |

| 長程版      | 規格  |
| ----------- | ----- |
| 續航力      | 580km |
| 最高速度    | 233km |
| 0-100km加速 | 4.4s  |

| 標準+版     | 規格  |
| ----------- | ----- |
| 續航力      | 448km |
| 最高速度    | 225km |
| 0-100km加速 | 5.6s  |

- 所有資料來自[2][3]

| 性能版(2024) | 規格  |
| ------------ | ----- |
| 續航力       | 528km |
| 最高速度     | 262km |
| 0-100km加速  | 3.1s  |

| 長程版      | 規格  |
| ----------- | ----- |
| 續航力      | 608km |
| 最高速度    | 201km |
| 0-100km加速 | 4.4s  |

| 標準+版     | 規格  |
| ----------- | ----- |
| 續航力      | 527km |
| 最高速度    | 201km |
| 0-100km加速 | 6.1s  |